# Bethanie (Namibie)
Pour les articles homonymes, voir Bethanie.
Bethanie (ou Bethany, Bethanien ; en nama : ǀUiǂgandes) est une localité du sud de la Namibie, dans la région du !Karas. Fondée en 1814 pour le compte de la London Missionary Society par le pasteur allemand Heinrich Schmelen (en) – qui lui donne son nom –, c'est l'une des plus anciennes colonies du pays.

## Géographie
Située au pied du plateau de Hanami (ou Schwarzrand), à 257 km de l'océan, Bethanie est arrosée par le Konkiep (de) et possède de nombreuses sources et de grands jardins.

## Population
Bethanie compte environ 2 000 habitants. On y trouve des commerces, un hôtel, des écoles.

L'une des ressources de la région est l'élevage des moutons karakul.

## Histoire
En 1883, c'est à Bethanie que débuta la colonisation allemande avec la vente par le chef Nama Josef Frederiks de la baie d'Angra Pequeña à Heinrich Vogelsang pour le compte d'Adolf Lüderitz.[réf. nécessaire]
Arrivé en 1814, le pasteur Johann Heinrich Schmelen (1777-1848) y construit une petite maison en pierre d'une pièce (Schmelenhaus) dans laquelle il vivra jusqu'à son départ en 1834. En 1842 son successeur est le missionnaire norvégien Hans Christian Knudsen (1818-1863) de la Société des missions du Rhin, qui y reste actif jusqu'en 1851 et reconstruit la maison qui avait brûlé.
Le Schmelenhaus, promu Monument national le 1er février 1952, a longtemps été considéré comme le plus vieux bâtiment de Namibie, mais l'église et la maison du pasteur de Warmbad (de) (détruites en 1911) se sont avérées plus anciennes, tandis que la forteresse de ǁKhauxaǃnas (de) érigée à la fin du XVIIIe siècle est largement antérieure à toutes les constructions européennes. Cependant, quelques mois plus tard, le label « Monument national » est retiré à la maison pour être décerné à l'ensemble du complexe luthérien (l'église, la maison, le cimetière).
Un autre missionnaire, Herrmann Heinrich Kreft (1826-1878), fait construire une église à deux tours pour la mission, consacrée le 26 juin 1859. Altérées, les tours doivent être démolies. Le bâtiment servira désormais d'école, puis d'entrepôt. Une nouvelle église en pierre est édifiée, inaugurée le 30 mai 1899.

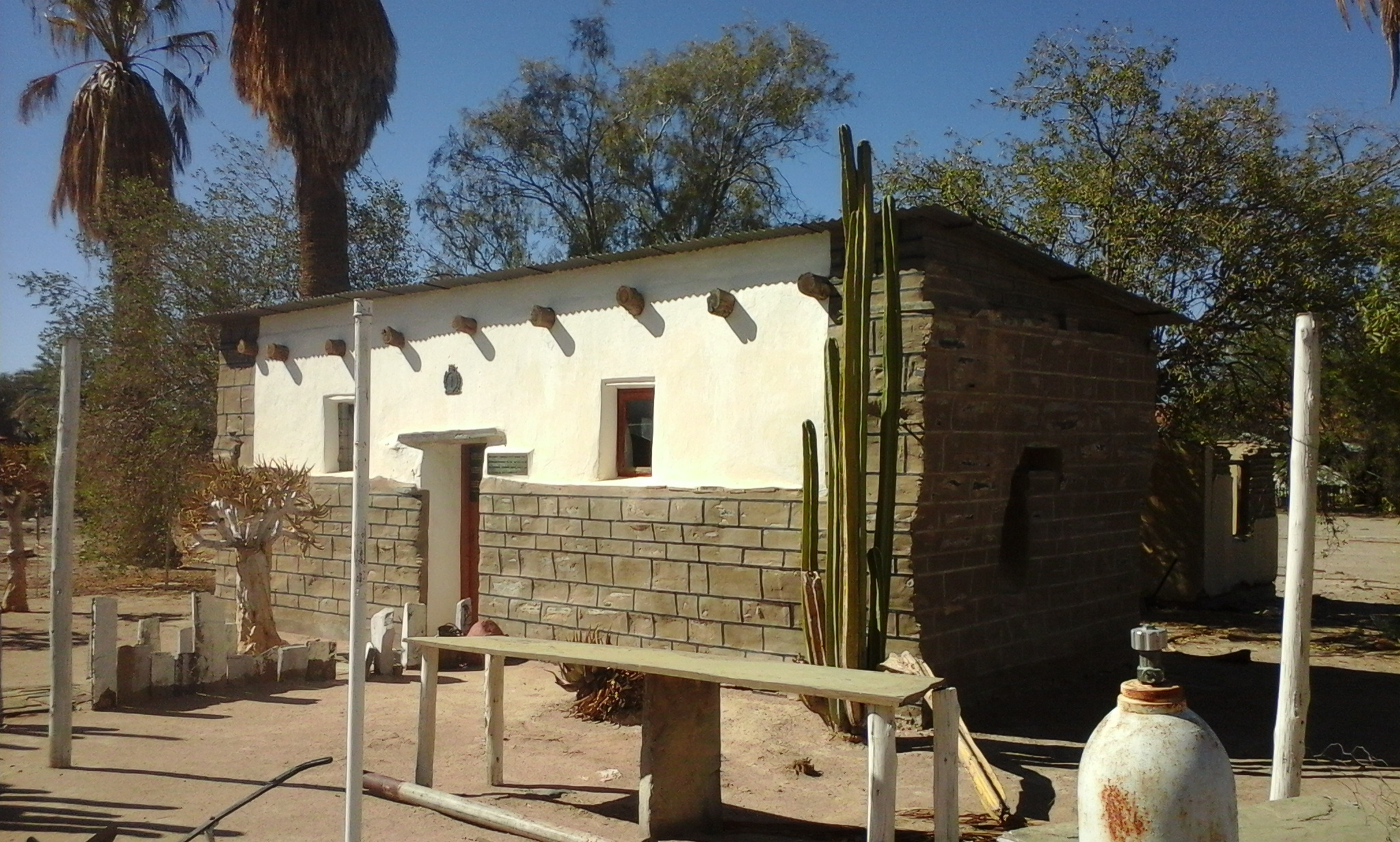
Maison de Schmelen.
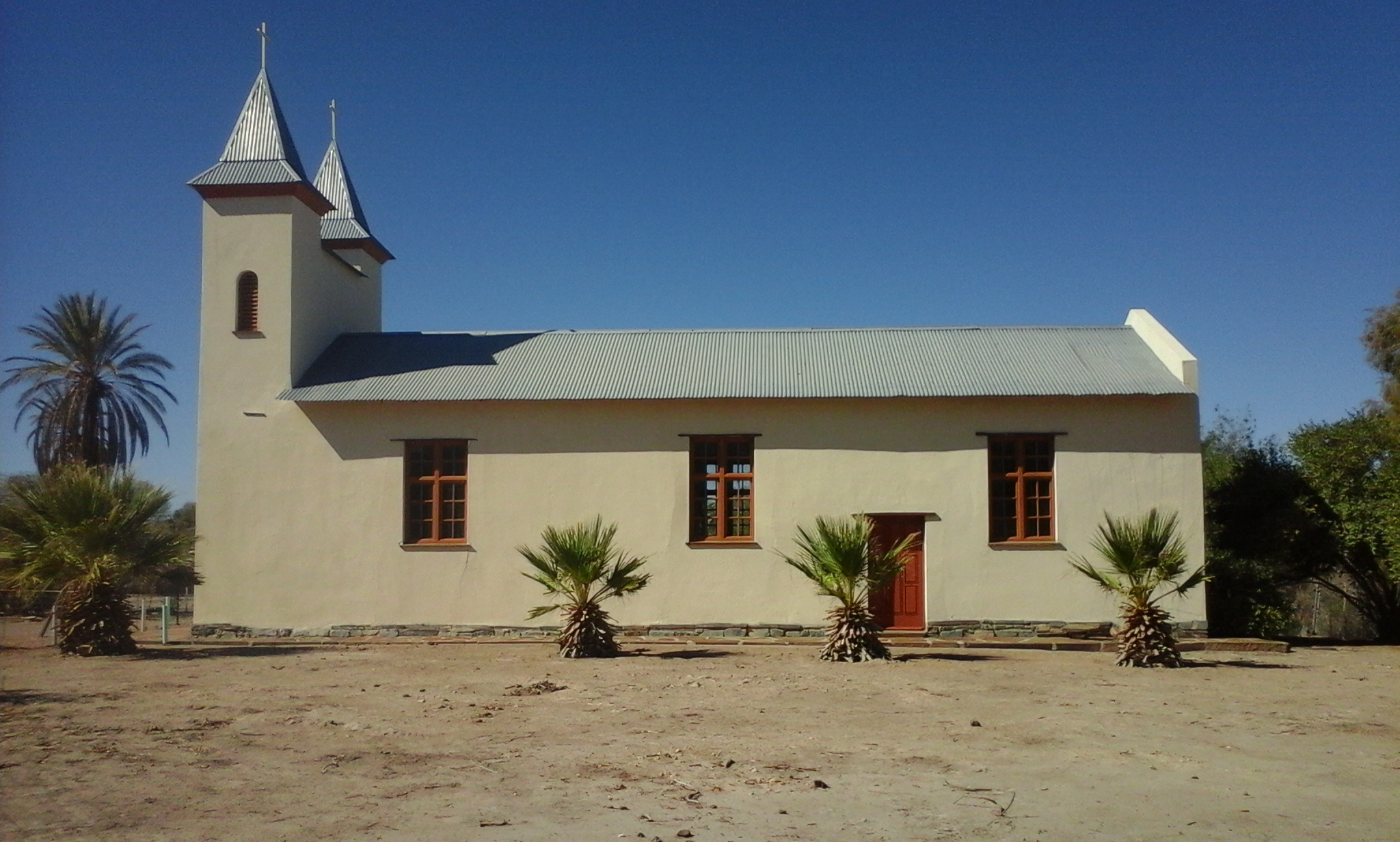
Église de la mission.
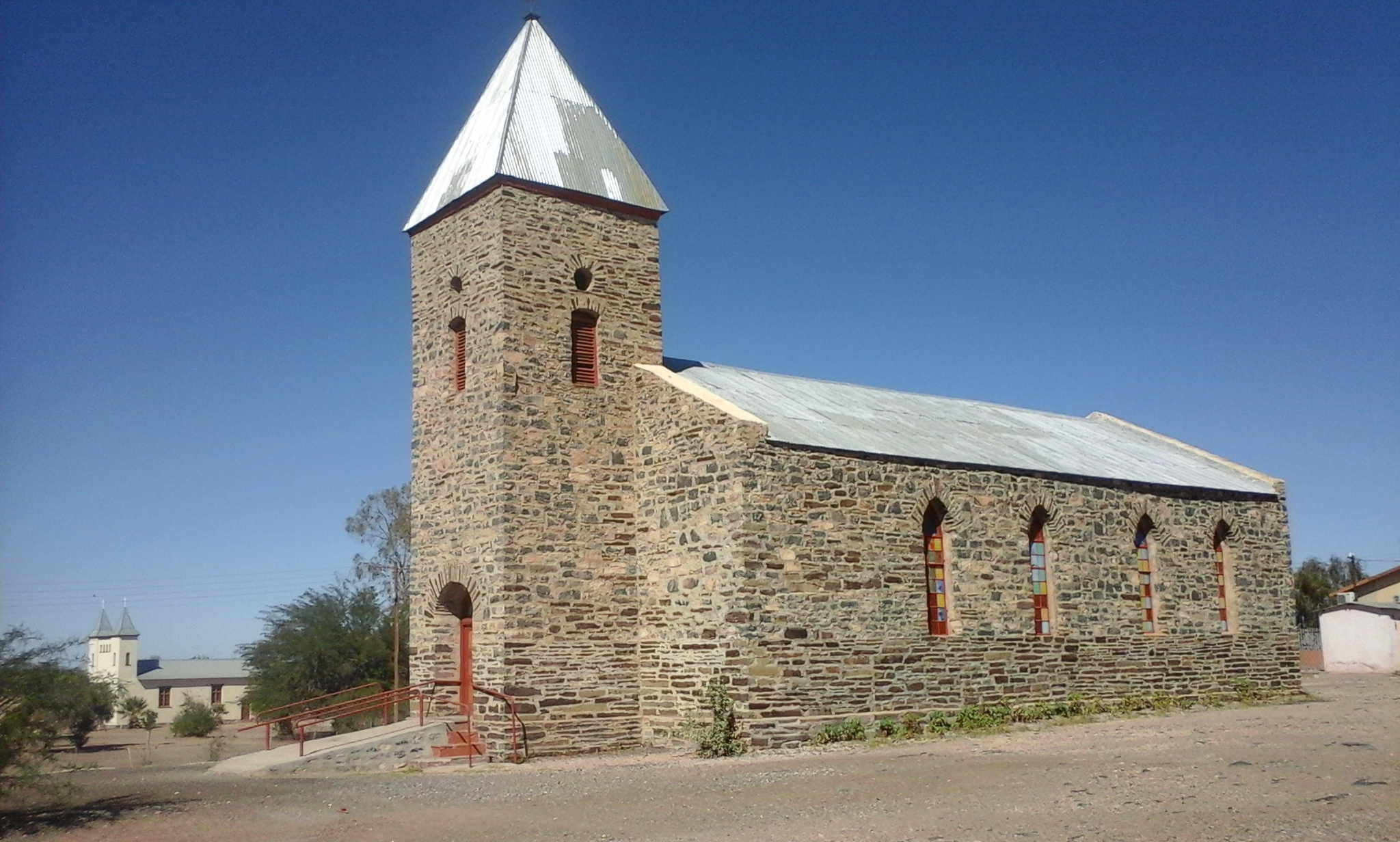
Église luthérienne (1899).

## Personnalités nées à Bethanie
- Paul Kiddo (1949-), artiste-peintre